# 東半山
東半山（英語：Mid Level's East）是香港一個傳統豪宅區的俗稱，為港島四大半山片區之一。位於灣仔至跑馬地的上方。地方行政屬於灣仔區。

## 地理
東半山位於司徒拔道及黃泥涌峽道一帶。太平山的北面，西面與中半山接讓，東面與北半山接讓。

## 現況
東半山為香港富有的地區之一，每月家庭收入中位數達HK$101,000。